# Gauzlin II (hrabia Maine)
Gauzlin II (zm. 914), hrabia Maine, syn hrabiego Gosfrida i jego nieznanej z imienia żony.
Jego ojciec zmarł w 878 roku. Gauzlin był wtedy jeszcze dzieckiem, gdyż władzę nad hrabstwem powierzono Ragenoldowi. Kiedy i on zmarł w 885 roku, władza nad Maine przeszła w ręce Rogera I (886 rok). Kilka lat później Gauzlin rozpoczął starania o przywrócenie mu władzy w hrabstwie. W tym celu sprzymierzył się z królem Franków Zachodnich, Odonem. W 893 roku zbrojnie wyparł Rogera z Maine, ale w swoim hrabstwie utrzymał się tylko dwa lata. W 895 roku Roger powrócił do władzy.
Wygnany Gauzlin przez następne lata kontynuował walkę z Rogerem, a po jego śmierci w 900 roku z jego synem Hugonem I, jednak nie odniósł żadnych sukcesów. Zmarł w 914 roku. Miał prawdopodobnie jedną córkę, która poślubiła Hugona I. Nie wiadomo, czy stało się to za jego życia, czy już po jego śmierci.